# Formiguer cua-roig
El formiguer cua-roig (Drymophila genei) és una espècie d'ocell de la família dels tamnofílids (Thamnophilidae).

## Hàbitat i distribució
Viu entre la malesa del bosc del sud-est del Brasil.